# Charles Macintosh

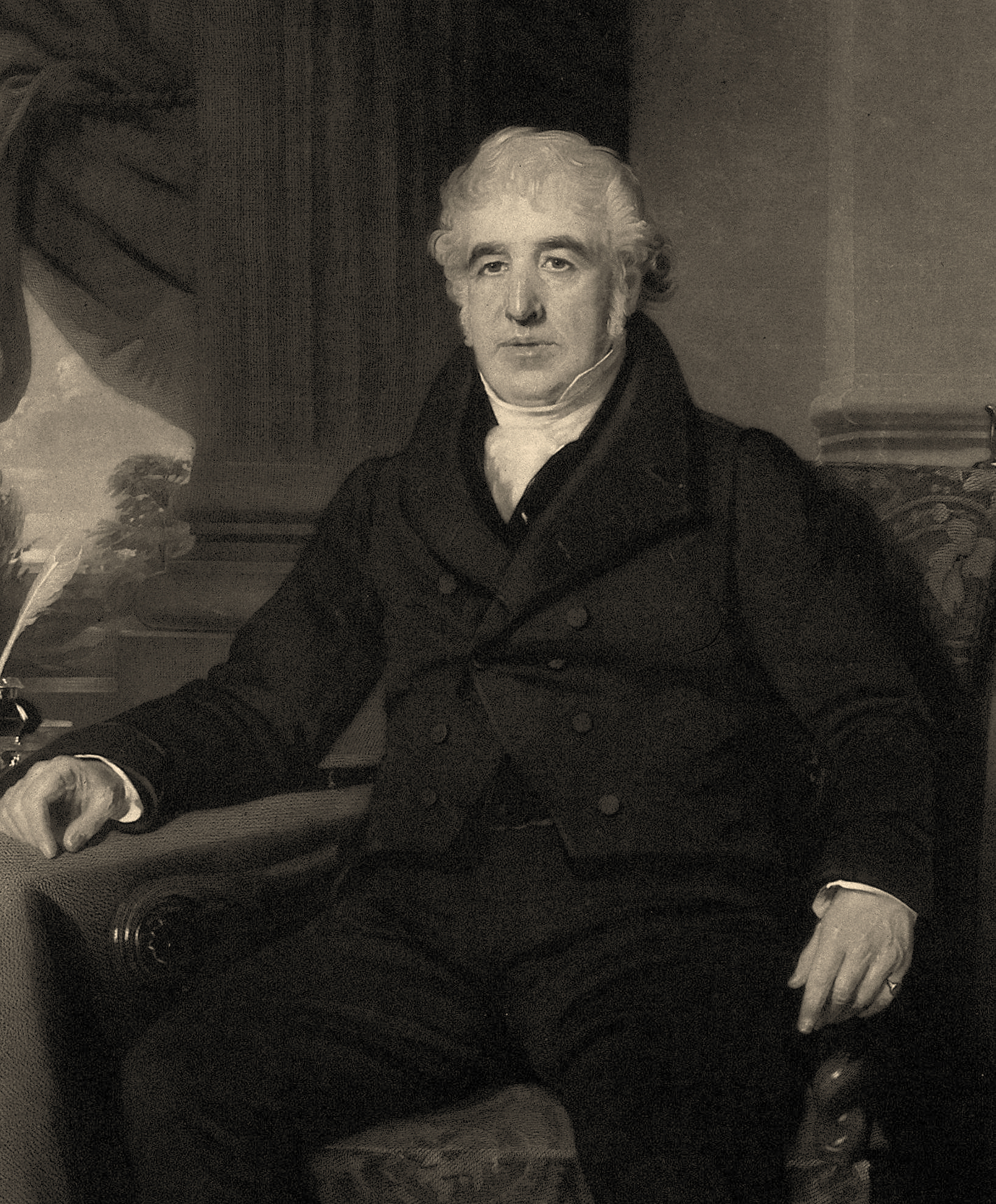
Charles Macintosh

Charles Macintosh (Glasgow, 29 december 1766 - Dunchattan (bij Glasgow), 25 juli 1843) was een Schots ondernemer, chemicus en uitvinder van waterbestendige stoffen. Hij is het meest bekend geworden door de uitvinding van de naar hem genoemde Macintosh-regenjas.
Charles Macintosh werd geboren in Glasgow als zoon van een fabrikant in verven. Als jongeman was hij zeer geïnteresseerd in chemie en wetenschappen. Toen hij twintig was opende hij in 1786 samen met Charles Tennant een fabriek in Glasgow voor de productie van ammoniak uit kolengas. In diezelfde tijd introduceerde hij in Groot-Brittannië de vervaardiging van lood- en aluminiumacetaten. 
Hij heeft processen ontwikkeld voor het verven van kleding, opende als eerste in Schotland een aluininstallatie, hielp bij het bedenken van een methode voor het maken van bleekpoeder en deed mee bij de ontwikkeling van verbeteringen van het ijzer- en staalproductieproces.  
In 1818 ontdekte hij een manier om India-rubber in oplossing te brengen met nafta, een afvalproduct van de gasfabriek in Glasgow die de stadsgasverlichting verzorgde. Hij ontwikkelde vervolgens zijn nieuwe waterdichte materiaal door twee stofweefsels samen te voegen door middel van deze rubberoplossing.
Macintosh patenteerde zijn uitvinding in 1823. De regenjas werd voor het eerst in 1824 geïntroduceerd als de Mackintosh (afwijkend met zijn naam met een extra k). Hij richtte in 1834 een eigen bedrijf op in Glasgow voor de productie van het waterdichte materiaal. Wegens de weerstand die hij ondervond van de plaatselijke kleermakers, die niets moesten hebben van zijn nieuwe stof, verhuisde hij zijn bedrijf naar Manchester.
De fabriek in Manchester groeide uit tot een florerend bedrijf en leverde regendichte kleding voor het Britse leger en de Marine, voor tropenexpedities en voor algemeen gebruik. Deze fabriek onder de naam Chas. Mackintosh & Co is nu in eigendom van de Dunlop Rubber Company.
Inmiddels ging Macintosh in 1829 een partnerschap aan met Thomas Hancock, de uitvinder van de masticator verstrekmachine, en konden een aantal belangrijke verbeteringen van het rubberproduct worden doorgevoerd. 
Voor zijn vele chemische ontdekkingen werd Charles Macintosh onderscheiden en verkozen tot lid van de Royal Society. Hij overleed op 76-jarige leeftijd.